# Narrenring Oberer Neckar
Der Narrenring Oberer Neckar ist eine Vereinigung von sechs Narrenzünften der schwäbisch-alemannischen Fastnacht im Landkreis Rottweil.

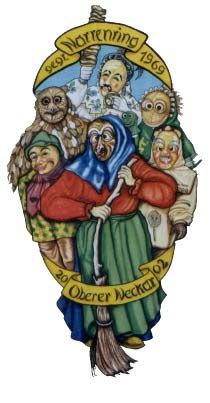
Ringfahne

## Geschichte
1969 wurde der Narrenring mit dem Ziel gegründet, „Sitte und Brauchtum der Alten den Jungen erhalten und sich gegenseitig in diesen Belangen zu unterstützen“.
Verbunden mit der Idee, sich in der Brauchtumspflege gegenseitig zu unterstützen, war auch die Abmachung, dass sich die Narren der einzelnen Zünfte regelmäßig treffen. Vom Gründungsjahr bis 1976 trafen sich die Ringnarrenzünfte jährlich, danach einigte man sich darauf die Ringnarrentreffen im Rhythmus von zwei Jahren abzuhalten. Hatte eine Ringzunft ein besonderes Jubiläum zu feiern, wurde von dieser Regel abgewichen.
Die Präsidentschaft im Narrenring hatte immer dieser Zunftmeister inne, dessen Narrenzunft der Ausrichter des nächsten Narrentreffens war. Die Aufgaben des Ringpräsidenten nahmen im Laufe der Jahre immer mehr zu und stellten eine zusätzliche Belastung jenes Zunftmeisters dar, der ohnehin mit der Organisation des nächsten Narrentreffens beschäftigt war. Diesem Umstand wurde der Narrenring gerecht, als im Jahr 1986 Reinhard Heim aus Epfendorf zum ständigen Ringpräsidenten gewählt wurde. Dieses Amt füllt er bis 2014 aus.
1981 ließ der Narrenring die sechs Narrenmärsche seiner Mitgliedszünfte auf Schallplatte aufnehmen. 1993 wurden sie noch einmal neu aufgenommen und auf CD veröffentlicht.
Die Mitglieder des Narrenrings Oberer Neckar treffen sich auch zu geselligen Veranstaltungen wie Ausflügen und Hocketen. Besonders ausgiebig wurden die runden Geburtstage des Narrenrings gefeiert.
Am 26. März 1999 wurde Fritz Lehmann aus Aistaig zum ersten Ehrenmitglied ernannt.
Bei den Ringtreffen des Narrenrings Oberer Neckar steht neben dem Umzug der Brauchtumsabend im Mittelpunkt. Hierbei führen die Narrenzünfte Fasnetsbrauchtum ihrer Orte vor.
Um bei den Ringtreffen ein gemeinsames Gastgeschenk an den Ausrichter des Treffens überreichen zu können, entstand bei Ringpräsident Reinhard Heim die Idee einer Ringfahne. Diese Fahne wurde vom Bochinger Karl Schmied bemalt, und von Johanna Kopf geschneidert. Alle sechs Ringzünfte bekamen diese Narrenfahne an ihrem Ringtreffen vom Präsidenten überreicht. Im Jahr 2002 war jede Mitgliedszunft bereits mit einer Ringfahne ausgestattet. Man hielt an der Idee der Ringfahne fest und so wurde im selben Jahr die neu gestaltete Narrenfahne des Narrenrings vorgestellt. Im Gegensatz zur alten Narrenfahne, bei der die Gemeindewappen im Vordergrund standen, sind bei der neuen Ringfahne die sechs typischen Narrenfiguren der Ringzünfte aufgemalt. Es steht jeweils der Narrentyp der Zunft im Vordergrund, welche das Ringtreffen durchführt.
Im Rahmen des Ringtreffens 2014 gab Reinhard Heim sein Amt als Ringpräsident an seinen Nachfolger Achim Seepold aus Hochmössingen ab. Achim Seepold ernannte seinen Vorgänger zum Ehrenringpräsidenten sowie den langjährigen Schriftführer Jörg Juchler zum Ehrenmitglied.

## Mitgliedszünfte

### Narrenzunft Aistaig 1924

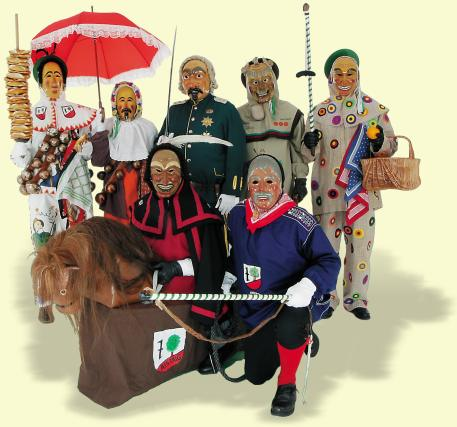
Narrenfiguren der Narrenzunft Aistaig: Narro, Hansel, Polizeischantle, Kropfer, Schantle, Bennerrössle

Die Narrenzunft Aistaig wurde 1924 gegründet. Die drei Hauptgestalten der Aistaiger Fasnet sind Narro, Hansel und Schantle. 1986 kam noch der Kropfer und 1997 das Bennerrössle dazu.

### Narrenzunft Bochingen 1925

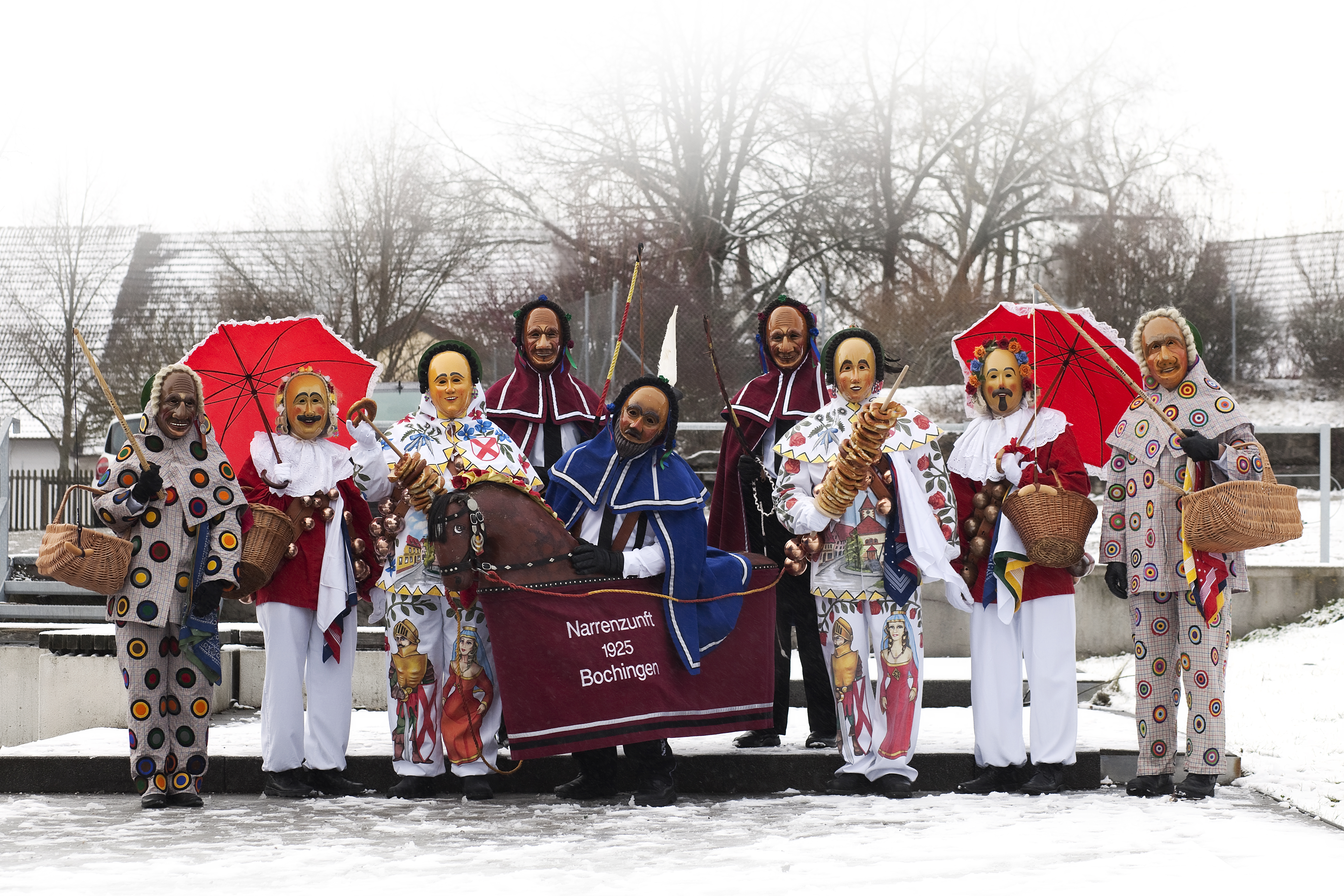
Narrenfiguren der Narrenzunft Bochingen: Schantle, Hansel, Narro, Bennerrössle

Die Gründung der Narrenzunft Bochingen ist auf das Jahr 1925 datiert. In Bochingen regieren an der Fasnet Narro, Hansel und Schantle in großer Schar, die unter dem Ruf „Narri, Narro“ mit dem Verteilen von Brezeln, Bonbons, Orangen und einer guten Wurst nicht geizen. Zum ersten Mal wurde das Bennerrössle beim Narrensprung 1937 aufgezäumt. Seine beiden Treiber steckten damals noch im Schantlehäs. Mit einer besonderen Holzmaske, neuen Umhängen nebst dazugehörigen Hosen wurde 1950 eine eigenständige Narrenfigur geschaffen.

### Narrenzunft Boll 1957

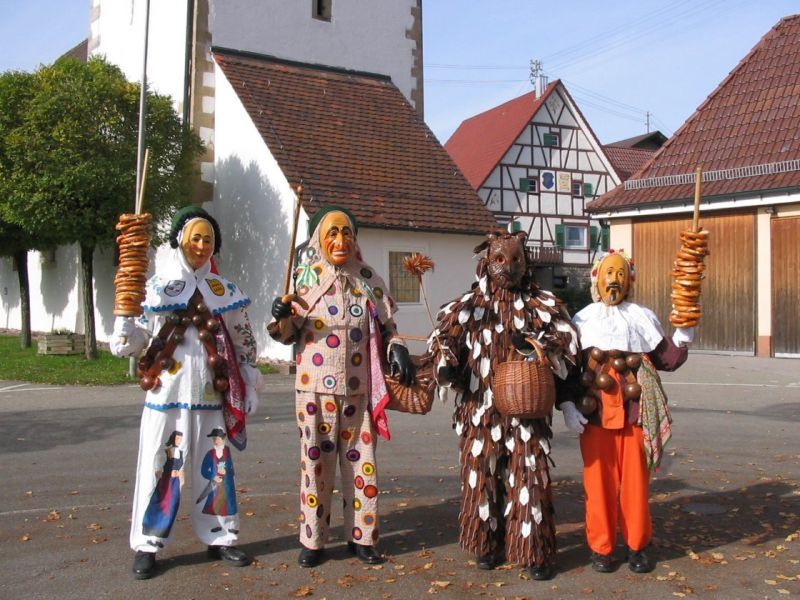
Narrenfiguren der Narrenzunft Boll: Narro, Schantle, Uhu, Hansel

Die Boller gründeten im Jahr 1957 die Narrenzunft. Ihre Narrenhäser sind Narro, Hansel und Schantle. Zudem besitzt Boll eine originelle Fasnetsfigur, den Uhu.

### Narrenzunft Epfendorf 1927

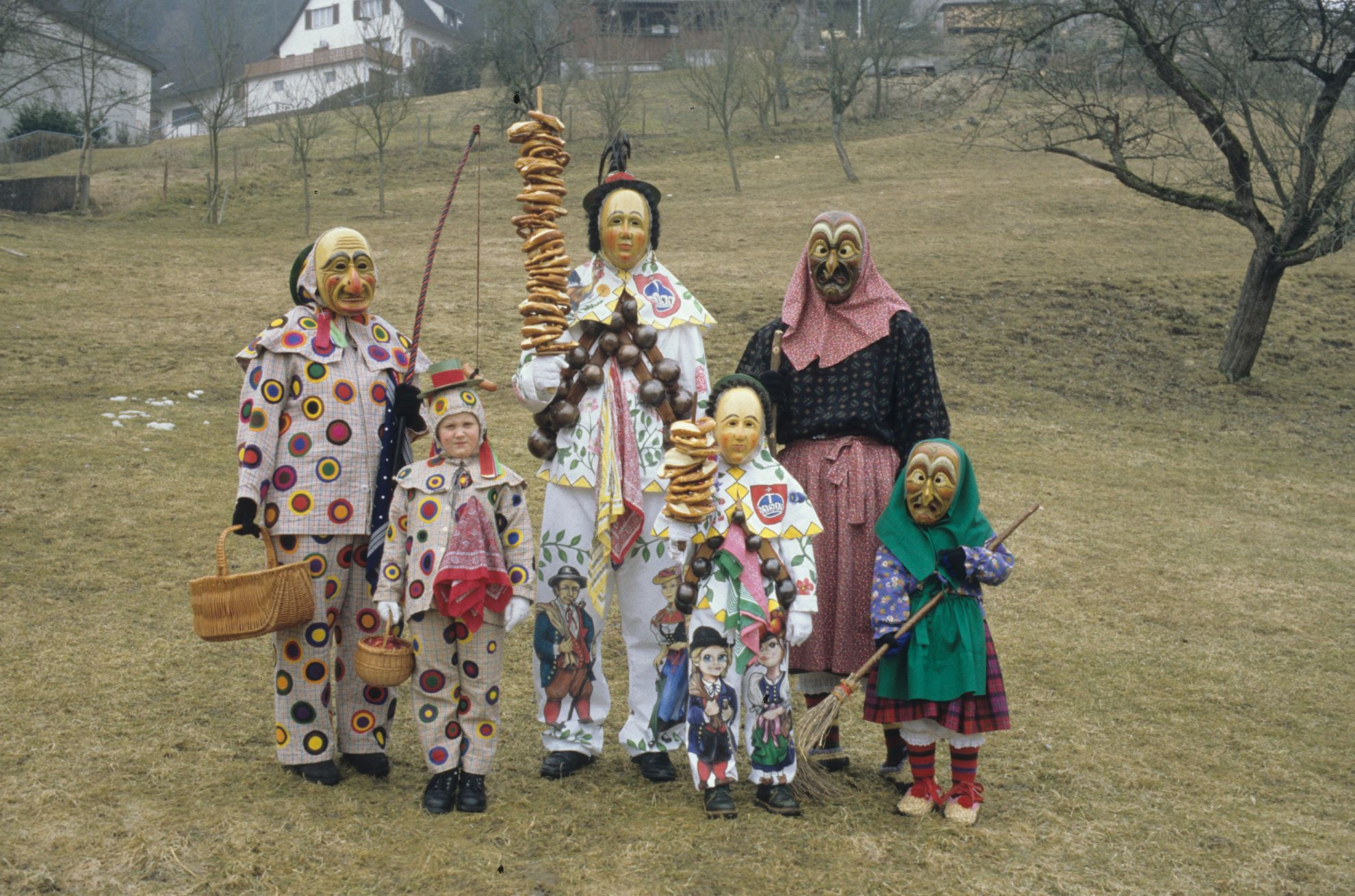
Narrenfiguren der Narrenzunft Epfendorf: Schantle, Narro, Hexe

Die Narrenzunft Epfendorf wurde 1927 gegründet. Eine alte Brauchtumsfigur ist der Strohbär, der von Treibern geführt wird. Einfach verkleidete Hexen gab es in Epfendorf schon früh. Heute tragen die Hexen grobgeschnitzte furchterregende Holzmasken mit Hakennasen und schielenden Augen. Zum bunten Narrentreiben gehören noch Narro und Schantle.

### Narrenzunft Hochmössingen 1956

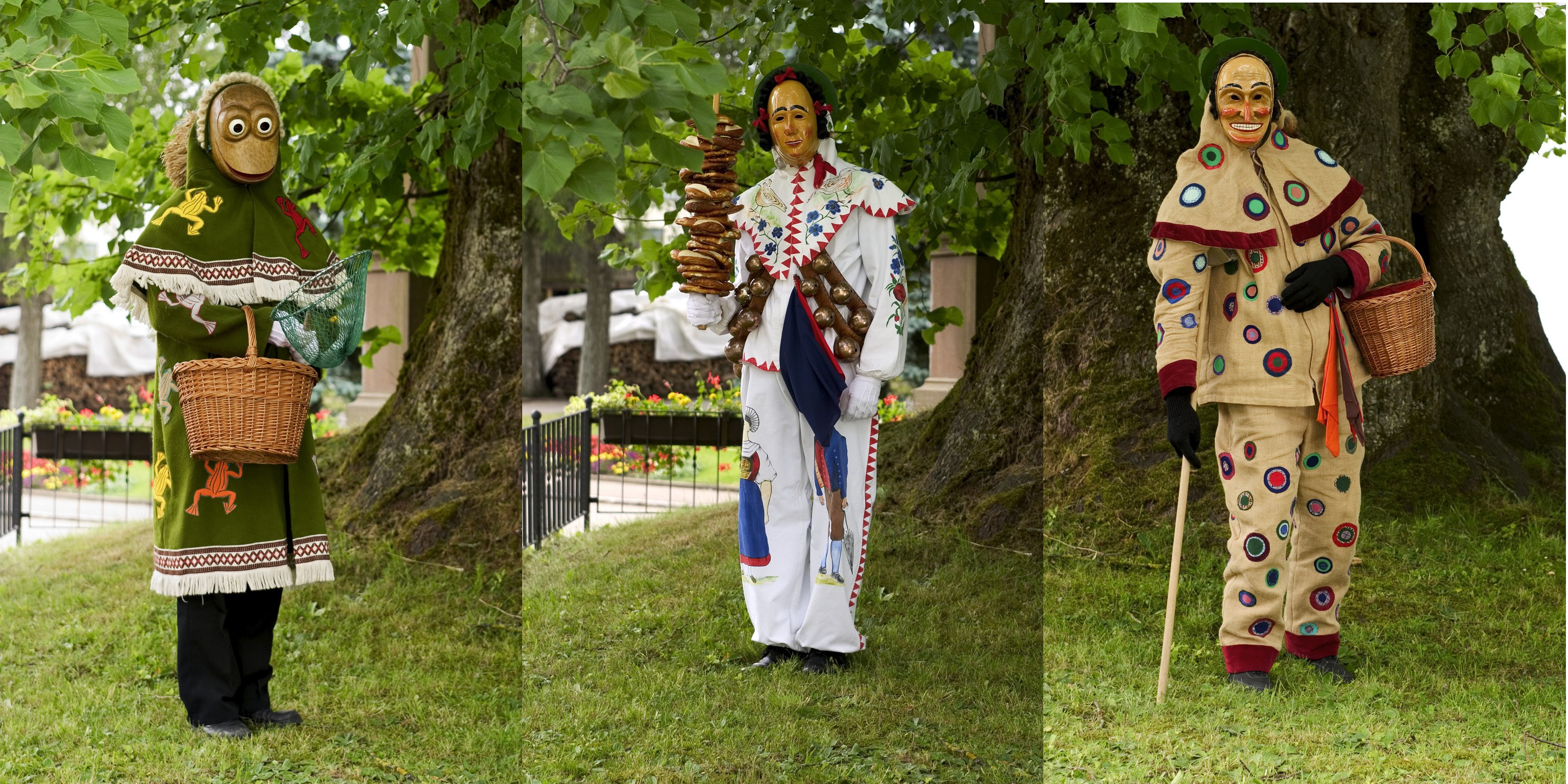
Narrenfiguren der Narrenzunft Hochmössingen: Grottagosch, Narro, Schantle

1956 wurde die Narrenzunft Hochmössingen gegründet. Neben dem Narro und dem Schantle gehört die Grottagosch zu den Maskengestalten. Sie soll dem Hochmössinger Grottenweiher (Krötenweiher) entstiegen sein. Der Narrenruf „Grotta Gosch, Grotta Gosch, quak, quak, quak“ entstand zu dieser Narrenfigur.

### Narrenzunft Waldmössingen 1935

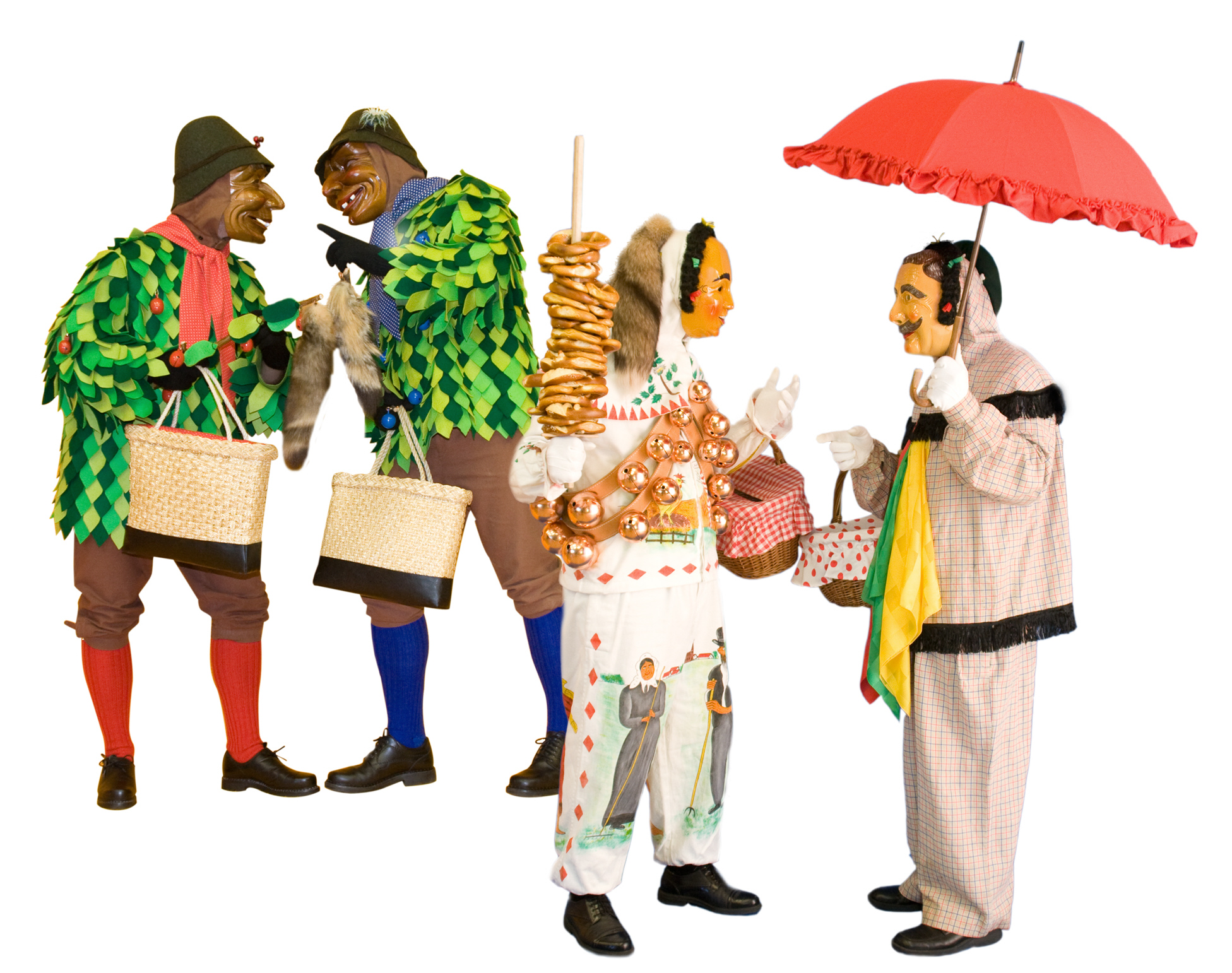
Narrenfiguren der Narrenzunft Waldmössingen: Hagenbutten- und Schlehenjockele, Hansel, Schantle

Die Narrenzunft Waldmössingen wurde 1935 gegründet. Schon Anfang der 1920er Jahre sprangen Roller durch den Ort. Die dominierende Fasnetsfigur ist heute der Hansel. Die Gesichtszüge des Gründungspräsidenten Carl Kimmich trägt der Schantle. Das pfiffig-verschmitzte Jockele rundet das Figurenrepertoire der Waldmössinger Fasnet ab.

## Ringtreffen
- 1969: Testtreffen der Narrenzünfte in Bochingen
- 1970, 1977, 1988, 2002, 2014: Narrentreffen in Epfendorf
- 1971, 1980, 1992, 2007, 2020: Narrentreffen in Boll
- 1972, 1979, 1990, 2004, 2016: Narrentreffen in Aistaig
- 1973, 1984, 1995, 2009, 2023: Narrentreffen in Waldmössingen
- 1974, 1983, 1996, 2006, 2018: Narrentreffen in Hochmössingen
- 1975, 1987, 2000, 2012, 2025: Narrentreffen in Bochingen

## Nächste Ringtreffen
- 2027: Narrentreffen in Epfendorf
- 2029: Narrentreffen in Aistaig
- 2031: Narrentreffen in Hochmössingen